# استراشیمیرا فیلیپوا
استراشیمیرا فیلیپوا (انگلیسی: Strashimira Filipova؛ زادهٔ ۱۸ اوت ۱۹۸۵) یک بازیکن والیبال اهل بلغارستان عضو تیم ملی والیبال زنان بلغارستان است.